# Eric Ersson Häll
Eric Ersson Häll, född 1642 i Spånga, död 1694 i Stora Kopparbergs församling i Falun, var en svensk ämbetsman. 

## Biografi
Häll var aktiv inom svensk bergshantering. Han blev geschworner vid Stora Kopparbergs bergslag 1665 och var bergmästare där 1676-1692. 
Häll gjorde utrikes studieresor 1661–1664. Under Hälls tid som bergmästare i Falun inträffade flera stora ras i gruvan bland annat det som bildade Stora Stöten 25 juni 1687.
Häll var son till bergmästaren i Värmland Eric Johansson Häll (1610-1672) och hans hustru Beata Eriksdotter samt gift med Brita Lybecker (1645 - ?), dotter till bergmästaren i Stora Kopparbergs bergslag Hans Philip Lybecker i Falun.